# Чагарниця плямистоплеча
Чагарни́ця плямистоплеча (Trochalopteron chrysopterum) — вид горобцеподібних птахів родини Leiothrichidae. Мешкає в Північно-Східній Індії і сусідних районах М'янми і Китаю. Раніше вважався конспецифічним з іржастоголовою чагарницею.

## Опис
Довжина птаха становить 24-26 см. Забарвлення переважно коричневе, крила і хвіст яскраві, золотисто-зелені. Плечі поцятковані темними плямами. Лоб сіруватий, на скронях каштанові плями, горло темно-каштанове.

## Підвиди
Виділяють п'ять підвидів:
- T. c. chrysopterum (Gould, 1835) — Ассам на південь від Брахмапутри і Мегхалая;
- T. c. godwini Harington, 1914 — південний Ассам, Нагаленд і північний Маніпур (гори Бараїл[en]);
- T. c. erythrolaemum Hume, 1881 — південно-східний Маніпур, Мізорам і західна М'янма;
- T. c. woodi Baker, ECS, 1914 — північно-східна М'янма (Качин і північ Шан) та південно-західний Юньнань;
- T. c. ailaoshanense (Yang, 2002) — центральний Юньнань.

## Поширення і екологія
Плямистоплечі чагарниці живуть у вологих гірських тропічних лісах та у високогірних чагарникових заростях. Зустрічаються на висоті від 1280 до 3000 м над рівнем моря.